# Christian Pfister
Pour les articles homonymes, voir Pfister.
Chrétien Pfister, dit Christian Pfister, né le 13 février 1857  à Beblenheim (Haut-Rhin) où il est mort le 16 mai 1933, est un historien français, à la fois médiéviste et historien de l'Alsace et de la Lorraine.

## Biographie
Après des études au lycée de Colmar, puis au lycée Louis-le-Grand, il entre à l'École normale supérieure en 1878 où il se lie d'amitié avec Raymond Poincaré et où il a pour professeur Fustel de Coulanges. Reçu premier à l'agrégation d'histoire en 1881, il enseigne d'abord au lycée de Besançon, puis se voit confier en 1884 la chaire d'histoire à la faculté de Nancy. 
Le 29 octobre 1885, il soutient ses deux thèses de doctorat ès lettres à la Faculté de Paris. La première, en français, consiste en une étude du règne de Robert le Pieux. La deuxième, en latin, s'intéresse à l'ecclésiastique Fulbert de Chartres. De 1891 à 1898, il participe à sept soutenances de thèses de doctorat ès lettres, en qualité de membre du jury. 
Il enseigne à l'École normale supérieure de 1902 à 1904 puis il est professeur suppléant à la Faculté des lettres de Paris de 1904 à 1906 et professeur d'histoire des institutions et de la civilisation du Moyen Âge de 1906 à 1919 au sein de cette université. Il occupe par la suite la chaire d'histoire de la faculté de Strasbourg en 1919. Il est élu membre de l'Académie des sciences morales et politiques en 1920. Doyen de la Faculté des lettres, il devient en 1927 recteur de l'université de Strasbourg.
Son œuvre majeure est une monumentale Histoire de Nancy, parue en trois volumes entre 1902 et 1909, et restée la référence absolue, tant elle est pratiquement indépassable. Il a contribué par des mémoires à l'Académie de Stanislas et de nombreux articles à la Revue historique dont il a été le directeur dès 1912. Il est le fondateur puis le directeur des Annales de l'Est.

## Choix de publications
- Études sur le règne de Robert le Pieux, 1885 (thèse de doctorat ès lettres)
- De Fulberti Carnotensis episcopi vita et operibus, 1885 (thèse de doctorat ès lettres)
- Jean-Daniel Schoepflin, étude biographique, 1887
- Le Comté de Horbourg et la seigneurie de Riquewihr sous la souveraineté française (1680-1793), 1889
- La Limite de la langue française et de la langue allemande en Alsace-Lorraine, considérations historiques, 1890
- Le Duché mérovingien d'Alsace et la légende de sainte Odile, suivis d'une étude sur les anciens monuments de Sainte-Odile, 1892
- Les Manuscrits allemands de la Bibliothèque nationale relatifs à l'histoire d'Alsace, Paris : chez Fischbacher, 1893
- Histoire de Nancy, Nancy & Paris : chez Berger-Levrault & Cie, 1902-1909, 3 vol. (vol.1 , vol.2 & vol.3)
- Tableau de la Lorraine et de Nancy de 1641 à 1670, 1905
- Tableau de Nancy et de la Lorraine pendant le règne de Léopold (1696-1729), 1906
- Lectures alsaciennes. Géographie, histoire, biographies, 1916
- Les Députés du département de la Meurthe sous la Révolution, 1791-1799, s. d.

## Distinctions
- Commandeur de la Légion d'honneur (1923).

## Source biographique
- Jacques Pannier, « Nécrologie : Christian Pfister » in Bulletin de la Société de l'histoire du protestantisme français, LXXXIIe année, janvier-mars 1933, p. 281-283